# دروسدورف
دروسدورف (به آلمانی: Droßdorf) یک منطقهٔ مسکونی در آلمان است که در گوتنبورن واقع شده‌است. دروسدورف ۶۹۱ نفر جمعیت دارد.